# Регата имени В. А. Сацкого
Парусная регата имени Героя Украины В. А. Сацкого — всеукраинская ежегодная парусная регата, проводящаяся с 2000 года на реке Днепр в акватории острова Сагайдачного (Ленина) близ города Запорожье. Организатором регаты является яхт-клуб комбината Запорожсталь.
В 2021 г. в соревнованиях, проводившихся в девяти группах приняло участие около 50 экипажей.

## Статистика по регатам
В первых таких соревнованиях участвовали яхты классов «Оптимист», «Кадет», «Луч» и «470», а уже со следующей регаты почётные награды начали разыгрывать крейсерские яхты.
| Год                   | 2000  | 2003  | 2004  | 2005  | 2006  | 2007  | 2008  | 2009  | 2010  | 2011   | 2012   | 2013   | 2014          | 2015   | 2016   | 2017   | 2018   | 2019   | 2021  |
| Количество экипажей   | 20    | >70   | >50   | 60    | 72    | >50   | 74    | 64    | 74    | 67     | 63     | 73     | 56            | 60     | >70    | 85     | 70     | 71     | 50    |
| Количество участников |       |       |       |       | >400  |       | >350  | >300  | 260   | >300   | >300   |        |               |        |        | >250   | >250   |        | 200   |
| Ссылка                | [ 3 ] | [ 4 ] | [ 5 ] | [ 3 ] | [ 3 ] | [ 6 ] | [ 7 ] | [ 8 ] | [ 9 ] | [ 10 ] | [ 11 ] | [ 12 ] | [ 13 ] [ 14 ] | [ 15 ] | [ 16 ] | [ 17 ] | [ 18 ] | [ 19 ] | [ 1 ] |

## Победители 2017
Регата Сацкого в рамках «Козацкой регаты» была внесена в спортивный календарь соревнований и стала одним из этапов чемпионата Украины по парусному спорту.
Победители 2017 года
| Класс яхт                                | Название                                                        |
| ---------------------------------------- | --------------------------------------------------------------- |
| Яхты с гоночным баллом до и свыше 8,82 м | «Союз» (СК «Мотор Сич»)                                         |
| Яхты с гоночным баллом не менее 5,72 м   | «Диамант» (Днепр)                                               |
| Яхты с гоночным баллом не менее 5,05 м   | «Касатка» (Днепр)                                               |
| Яхты с гоночным баллом до 6,76 м         | «Аврора» (комбинат «Запорожсталь»)                              |
| Яхты с гоночным баллом до 7,45 м         | «Бора» (Черкассы)                                               |
| Швертботы                                | «Бианка» (Днепр)                                                |
| Парусные туристские катамараны           | «Финн Сварог» (Днепр), «Зефир» (Харьков) и «Хоббит» (Запорожье) |

## Победители 2016
Победители 2016 года
| Класс яхт                                | Название              |
| ---------------------------------------- | --------------------- |
| Яхты с гоночным баллом до и свыше 8,82 м | «Оса» (Днепр)         |
| Яхты с гоночным баллом не менее 5,72 м   | «Гетьман» (Энергодар) |
| Яхты с гоночным баллом до 6,76 м         | «Мамай» (Днепр)       |
| Яхты с гоночным баллом до 7,45 м         | «Бора» (Черкассы)     |
| Швертботы                                | «Бианка» (Энергодар)  |
| Парусные туристские катамараны           | «Дикий ветер» (Днепр) |

## Победители 2015
Некоторые победители 2015 года
| Класс яхт                           | Название  |
| ----------------------------------- | --------- |
| Яхты туристского класса (швертботы) | «Лия»     |
| Яхты с гоночным баллом до 5,05      | «Касатка» |
| Яхты с гоночным баллом до 5,72      | «Марс»    |
| Яхты с гоночным баллом до 6,76      | «Мамай»   |

## Победители 2014
Победители 2014 года
| Класс яхт                                         | Название                        |
| ------------------------------------------------- | ------------------------------- |
| Яхты туристского класса (швертботы)               | «Милена» (Запорожье)            |
| Яхты с гоночным баллом до 5,05                    | «Интра» (Никополь)              |
| Яхты с гоночным баллом до 5,72 класса «Конрад-25» | «Диамант» (Никополь)            |
| Яхты с гоночным баллом до 5,72 класса «Поларис»   | «Гетьман» (Энергодар)           |
| Яхты с гоночным баллом до 6,76                    | «Мамай» (Запорожье)             |
| Яхты с гоночным баллом до 7,34                    | «Северная Каролина» (Энергодар) |
| Яхты с гоночным баллом до 8,82 м                  | «Оса» (Днепропетровск)          |

## Победители 2013
Победители и призёры 2013 года
| Класс яхт                           | Первое место                          | Второе место                                 | Третье место                                   |
| ----------------------------------- | ------------------------------------- | -------------------------------------------- | ---------------------------------------------- |
| Яхты туристского класса (швертботы) | «Виктория» (Днепропетровск)           | «Аэлита» (яхт-клуб ОАО «Запорожсталь»)       | «Ольга» (Запорожский крейсерский яхт-клуб)     |
| Яхты с гоночным баллом до 5,05      | «Интра» (Никополь)                    | «Сатори» (Запорожский крейсерский яхт-клуб)  | «Касатка» (Днепропетровск)                     |
| Яхты с гоночным баллом до 5,72      | «Гетьман» (Энергодар)                 | «Матадор» (Запорожский крейсерский яхт-клуб) | «Украина» (Запорожский крейсерский яхт-клуб)   |
| Яхты с гоночным баллом до 6,76      | «Мамай» (Днепропетровск)              | «Таврия» (Никополь)                          | «Домино» (Запорожский крейсерский яхт-клуб)    |
| Яхты с гоночным баллом до 7,45      | «Виктория» (Днепропетровск)           | «Фея» (Днепропетровск)                       | «Принцесса» (Днепропетровск)                   |
| Яхты с гоночным баллом до 8,82 м    | «Оса» (Днепропетровск)                | «Союз» (СК «Мотор Сич», Запорожье)           | «Эниф» (Днепропетровск)                        |
| Яхты с гоночным баллом свыше 8,82 м | «Пилар» (яхт-клуб ОАО «Запорожсталь») | «Гепард» (Энергодар)                         | «Каравелла» (Запорожский крейсерский яхт-клуб) |